# Pandanus sykesii
Pandanus sykesii är en enhjärtbladig växtart som beskrevs av Harold St.John. Pandanus sykesii ingår i släktet Pandanus och familjen Pandanaceae.
Artens utbredningsområde är Cooköarna. Inga underarter finns listade.